# Коринт (Тексас)
Коринт (енгл. Corinth) град је у америчкој савезној држави Тексас. По попису становништва из 2010. у њему је живело 19.935 становника.

## Демографија
Према попису становништва из 2010. у граду је живело 19.935 становника, што је 8.610 (76,0%) становника више него 2000. године.
| Група             | 2000.         | 2010.          |
| Белци             | 9.649 (85,2%) | 15.363 (77,1%) |
| Афроамериканци    | 475 (4,2%)    | 1.142 (5,7%)   |
| Азијати           | 270 (2,4%)    | 529 (2,7%)     |
| Хиспаноамериканци | 690 (6,1%)    | 2.346 (11,8%)  |
| Укупно            | 11.325        | 19.935         |